# ジョージ・マカイバー
ジョージ・ウィルコックス・マカイバー（George Willcox McIver, 1858年2月22日 - 1947年5月9日）は、アメリカ合衆国の軍人。アルカトラズ島軍事刑務所所長や民兵局長代行、第一次世界大戦中の第161歩兵旅団長などを歴任した。最終階級は准将。なお、ミドルネームはWilcoxと綴られることもある。

## 若年期

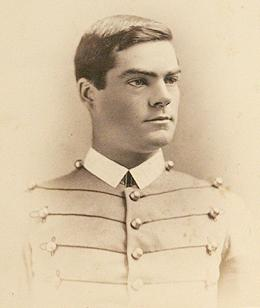
士官候補生時代のマカイバー（1882年）

1858年、ノースカロライナ州カーセッジに生まれる。1869年から1870年までノースカロライナ大学チャペルヒル校に通う。マカイバーの父は同校の教授だった。1882年、陸軍士官学校を卒業して歩兵科少尉に任官。
第17歩兵連隊に配属されたマカイバーは、インディアン戦争を通じて西部各地を転戦した。1885年、ワイオミング州ロックスプリングスの鉱山で白人労働者と中国人労働者の大規模な衝突が起こった（ロックスプリングスの虐殺）。連邦政府は陸軍部隊を派遣してこの暴動に介入したが、マカイバーもこれに参加した将校の1人だった。1890年から1891年にかけて、スー族征伐に従軍。1891から1893年まで陸軍士官学校で戦術教官を務めた後、ワイオミング州キャンプ・パイロット・ビュートに1894年まで勤務した。その後はカリフォルニア州兵に顧問たる正規軍将校として派遣された。

## 米西戦争
1898年、第7歩兵連隊の一員として米西戦争最中のキューバへと派遣され、エル・カニーの戦いやサン・フアン高地の戦いなどに参加した。

## 米西戦争後
1898年から1900年まで、マカイバーはミシガン州フォート・ブラディ、ミネソタ州リーチ・レイクインディアン局に勤務。1900年から1901年までアラスカ州のフォート・デイヴィス、セント・マイケルに勤務。1901年から1903年まではオレゴン州ポートランドの志願兵事務所に勤務。1903年から1905年までフィリピン派遣に参加。
1905年から1907年までアルカトラズ島軍事刑務所の所長を務める。1906年のサンフランシスコ地震の際にはゴールデン・ゲート・パークにおける被災者向け仮設住宅建築の監督を行っている。
1907年、カリフォルニア州モントレーの陸軍射撃学校(School of Musketry)の校長に就任し、陸軍小火器射撃教範の出版を担当した。1912年から1914年まで再度フィリピン派遣に参加。1915年、民兵局に幹部将校(executive officer)として配属される。1916年9月に民兵局長アルバート・レオポルド・ミルズ将軍が急死すると、ウィリアム・エイブラム・マン将軍が後任局長に決定する10月までマカイバーが局長代行を務めた。

## 第一次世界大戦
1917年、マカイバーは准将に昇進し、第81「ワイルドキャット」師団第161歩兵旅団の旅団長に就任した。第81師団はノースカロライナおよびサウスカロライナ出身者から成る師団で、訓練はサウスカロライナ州のキャンプ・セビアおよびフォート・ジャクソンで行われた。
マカイバーは第161旅団長としてフランス戦線に派遣され、ムーズ＝アルゴンヌ攻勢などに参加した。また、1917年12月から1918年7月までの間に、第81師団長代行の職を3度務めている。マカイバーが人種問題について示した態度には様々な記録が残されているが、当時の将校の中では進歩的な考えを持った1人であったと考えられている。例えば彼は第161旅団からプエルトリコ人兵士を他隊へ転属させているが、一方でラムビー族を始めとするノースカロライナ州インディアン諸部族出身者はそのまま部隊に残している。また自らがインディアン戦争に従軍した際の経験から、黒人兵には優秀な者が多いが、彼らは白人将校に率いられてこそ十分に能力を発揮しうるのだと信じていた。
終戦時、マカイバーは陸軍殊勲章に推薦されているが、これが承認されたという記録はない。

## 大戦後
終戦後、マカイバーの階級は大佐に復帰した。1919年から1922年の退役まで、アーカンソー州リトルロック近くに設置されたフォート・パイク復員支援班やニューヨーク州フォート・スローカムの新兵訓練所に勤務した。

## 死没
退役後はワシントンDCに暮らした。1930年、退役准将の階級が与えられる。1947年5月9日、ワシントンDCにて死去。アーリントン国立墓地に埋葬された。
マカイバーの作成した論文はイースト・カロライナ大学のジョイナー・ライブラリーに保管されている。
2006年、マカイバーの自伝『A Life of Duty: The Autobiography of George Willcox McIver, 1858-1948』がジョナサン・デンボによって編集・出版された。